# Hafsat Abiola
Pour les articles homonymes, voir Abiola.
Hafsat Olaronke Abiola, née le 21 août 1974 à Ikeja au Nigeria, est une militante pour les droits de l'homme, les droits civiques et la démocratie. Elle est la fondatrice et la présidente de Kudirat Initiative for Democracy dont le but est de renforcer la société civile et promouvoir la démocratie au Nigeria.  Elle est également Présidente de Women in Africa, la principale plateforme internationale consacrée au développement économique et au soutien des femmes Africaines entrepreneuses.

## Biographie
Hafsat Olaronke Abiola est la huitième enfant de Moshood Abiola, candidat et présumé vainqueur de l'élection présidentielle de 1993 au Nigeria. Il est incarcéré à la suite de cette élection et décède un an plus tard, en détention. La mère d'Hafsat, Kudirat Abiola est assassinée, en 1996, lors d'une manifestation pour la libération de son mari.
Abiola est diplômée de la Phillips Academy (1992) et du Harvard College (1996). Elle a reçu également un doctorat honoris causa du Haverford College.
Abiola est la fondatrice du pont Chine-Afrique et du forum Chine-Afrique, qui favorise la collaboration interculturelle entre la Chine et l'Afrique, avec un œil particulier sur la contribution des femmes en économie.
En 1997, elle reçoit le prix de la Jeunesse pour la paix et la Justice de la commission pour la paix de Cambridge. En 2000, elle reconnue comme leader mondial de l'avenir au forum économique mondial à Davos, en Suisse. En 2003, elle est élue en tant que membre de l'Ashoka : Innovateurs pour le public en reconnaissance de son statut international en tant qu'entrepreneur social. En 2006 , elle est désignée pour être conseiller fondateur du Conseil pour l'avenir du monde.
En 2006 , elle recueille des fonds en organisant des spectacles pour Les Monologues du vagin au Nigeria, et créé, cette même année, le mouvement V-Day (Valentine Day) au Nigeria, mouvement mondial qui a pour but de lutter contre les violences faites aux femmes,.
Hafsat Abiola est membre du conseil consultatif de l'institut Fetzer (en) ainsi que de la fondation Nuclear Age Peace (en). Selon Inclusive Security, elle fait partie des 17 femmes qui ont changé le monde.
Elle est membre du cabinet de l'État d'Ogun en tant que conseillère du gouverneur,.

## Source de la traduction
- (en) Cet article est partiellement ou en totalité issu de l’article de Wikipédia en anglais intitulé « Hafsat Abiola » (voir la liste des auteurs).